# 대천천 (부산)
대천천(大川川)은 부산광역시 금정구 금성동의 공해마을 부근에서 발원하여 오마이랜드, 화명수목원, 대천천계곡 부근을 거쳐 서류하다가 부산광역시 북구 화명3동의 낙동강으로 흘러드는 강이다.2012년 3월 10일 이 강에 축산폐수가 쏟아지고 있었다. 같은해 3월 22일에는 세계 물의 날을 맞아 북구청과 한국환경공단 부산울산경남지역본부가 참여해 대천천변에 수생식물 창포 2000본을 식재하고 대천천과 화명생태공원, 낙동강 내 하천 부유물 등을 청소했다.